# 순창 합미성
합미성(合米城)은 대한민국 전북특별자치도 순창군 동계면에 있는 백제시대에 축성된 것으로 추정되는 산성터이다. 1984년 4월 1일 전북특별자치도의 문화재자료 제71호로 지정되었다.

## 개요
이 성은 언제 쌓았는지 정확하게 알 수 없지만 백제 때 만든 것으로 보이며, 현재 둘레 500m 정도가 남아 있다. 조선시대에 성을 보수하여 병사들의 군량미를 저장하였기 때문에 합미성이라고 불렀다고 한다.
이 산성의 특징은 내성과 외성이 있는 점으로, 내성은 성곽의 동북쪽 모서리에 돌출되어 있는데, 성 안에서는 가장 높은 있어 조망대 구실을 한다. 성곽의 규모는 동변 19m, 북변 37m이며, 동쪽과 북쪽 성벽이 외성벽을 겸하고 있다. 성 안쪽과 구분하는 성 줄기는 남쪽 40m, 서쪽 13m이다. 북쪽에는 북문터가 있어 밖으로부터 직접 내성에 출입할 수 있게 되어있고, 내성 남변과 외성 사이의 구석에는 외성에서 내성으로 들어가는 성문터가 있다.
몇 해 전까지도 합미성터의 땅을 파보면 불에 탄 쌀이 나왔다고 한다.

## 참고 자료
- 합미성 - 국가유산청 국가유산포털